# Дюпон-Ферье, Гюстав
Гюстав Дюпон-Ферье (фр. Gustave Dupont-Ferrier; 23 мая 1865, Вине — 13 мая 1956, XIV округ Парижа) — французский историк.

## Биография
В 1888 году окончил Национальную школу хартий, в 1891 году — Парижский университет. Архивист-палеограф, затем школьный учитель и университетский преподаватель.
С 1914 года — профессор Школы хартий, с 1934 года — член Академии надписей и изящной словесности.

## Авторство
В главных работах детально исследовал историю зарождения и эволюции центральных и местных административных и финансовых учреждений Франции XIII—XVI веков. Значение этих работ определяется огромным количеством использованных архивных документов. Автор составил перечень всех королевских чиновников с 1328 по 1515 год, представляющий большую важность также и для исследования социальной истории Франции XIV — начала XVI века.

### Основные сочинения
- La captivité de Jean d’Orléans, comte d’Angoulême: 1412—1445. — P., 1896.
- Les officiers royaux des bailliages et sénéchaussées et les institutions monarchiques locales en France а la fin du moyen âge. — P., 1902.
- Les écoles, lycées, collèges, bibliothèques de Paris. — P., 1913.
- Du Collège de Clermont au Lycée Louis-le-Grand, 1503—1920, 3 vol. — P., 1921—1925.
- La formation de l’État français et l’unité française (des origines au milieu du XVIe siècle). — P., 1929.
- Études sur les institutions financières de la France а la fin du moyen âge. T. 1—2. — P., 1930—1932.
- Nouvelles études… Les origines et le premier siècle de la Chambre ou Cour des aides de Paris. — P., 1933.
- Les origines et le premier siècle de la Cour du trésor. — P., 1936.
- Gallia regia ou État des officiers royaux des bailliages et des sénéchaussées de 1328 а 1515. — V. 1—4. — P., 1942—1954.
- La formation de l'État français et l’Unité française. — P., 1946.